# Vellozia intermedia
Vellozia intermedia är en enhjärtbladig växtart som beskrevs av Moritz August Seubert. Vellozia intermedia ingår i släktet Vellozia och familjen Velloziaceae. Inga underarter finns listade.